# Parascopioricus cordillericus
Parascopioricus cordillericus är en insektsart som beskrevs av Max Beier 1960. Parascopioricus cordillericus ingår i släktet Parascopioricus och familjen vårtbitare. Inga underarter finns listade i Catalogue of Life.